# Mario Sladić
Mario Sladić (1959. — 6. lipnja 2020.), hrvatski televizijski snimatelj i novinar.

## Životopis
Rodio se je 1959. godine. Karijeru je ostvario kao ratni snimatelj. Snimao je na brojnim kriznim područjima u Hrvatskoj u vrijeme srpsko-crnogorske agresije na Hrvatsku, na Kosovu, u Afganistanu, Gruziji, Makedoniji, Turskoj, Pakistanu, Libiji, Siriji, Egiptu. Na Akademiji HRT-a bio je mentorom na projektu Rad u kriznim situacijama. Od 2014. bio je voditelj radionica za snimatelje te povremeni predavač na Fakultetu političkih znanosti u Zagrebu te na Hrvatskom vojnom učilištu.

## Nagrade
Nagrađen je mnogo puta, a ističu se nagrade:
- 1996. za snimke iz Sarajeva nagrada FNY
- 2008. godišnja nagrada HRT-a
- Nagrada HND-a "Žarko Kaić" 2001. i 2013.